# Леза
Леза (итал. Lesa) је насеље у Италији у округу Новара, региону Пијемонт.
Према процени из 2011. у насељу је живело 2037 становника. Насеље се налази на надморској висини од 210 м.

## Становништво
Према резултатима пописа становништва 2011. у општини је живело 2.236 становника.
| 1936. | 1951. | 1961. | 1971. | 1981. | 1991. | 2001. | 2011. |
| ----- | ----- | ----- | ----- | ----- | ----- | ----- | ----- |
| 2.352 | 2.390 | 2.540 | 2.505 | 2.434 | 2.309 | 2.401 | 2.236 |